# In Trance (album)
In Trance è il terzo album in studio del gruppo musicale tedesco Scorpions, pubblicato nel 1975. La copertina del disco, come alcune di quelle degli anni settanta della band, fu censurata perché contenente allusioni sessuali.
Fu il primo album prodotto con Dieter Dierks, che pubblicizzò l'album fino a farlo diventare campione d vendite in Giappone.

## Il disco
Uscito nel 1975, questo disco contiene numerosi classici del gruppo, come In Trance, Robot Man e Dark Lady.
Di questo album la critica ha spesso apprezzato gli assoli chitarristi di Ulrich Roth, ed è il primo in cui suona il batterista Rudy Lenners. Ma tra le novità vi fu anche la partecipazione del produttore artistico Dieter Dierks, che accompagnerà la band anche negli album futuri. Il contributo più visibile del produttore è stato quello di raggruppare la maggior parte delle composizioni della coppia Schenker / Meine sul lato A e le canzoni di Roth sul lato B, dando all'album un doppio aspetto e una ricchezza che non si trovano sui due precedenti lavori di gruppo. Dierks ha poi riorientato i titoli in un formato più accessibile (anziché fare canzoni da 7-9 minuti le portò a 3-4 minuti). 
In Trance ebbe un favorevole successo in Germania, ma è conosciuto anche in altri Paesi, come l'Inghilterra, in Francia o in Giappone (in particolare grazie al successo della omonima In Trance).

## Tracce
1. Dark Lady – 3:25 (U.Roth)
2. In Trance – 4:44 (K.Meine, R.Schenker)
3. Life's Like a River – 3:48 (U.Roth, R.Schenker, C.Fortmann)
4. Top of the Bill – 3:25 (K.Meine, R.Schenker)
5. Living & Dying – 3:19 (K.Meine, R.Schenker)
6. Robot Man – 2:42 (K.Meine, R.Schenker)
7. Evening Wind – 5:01 (U.Roth)
8. Sun in My Hand – 4:21 (U.Roth)
9. Longing for Fire – 2:42 (U.Roth)
10. Night Lights – 3:13 (U.Roth)

## Formazione
- Klaus Meine - voce
- Rudolf Schenker - chitarra
- Ulrich Roth - chitarra
- Rudy Lenners - batteria
- Francis Buchholz - basso

### Ospiti
- Achim Kirschning - tastiera elettronica